# Vanda griffithii
Vanda griffithii är en orkidéart som beskrevs av John Lindley. Vanda griffithii ingår i släktet Vanda och familjen orkidéer. Inga underarter finns listade i Catalogue of Life.

## Bildgalleri

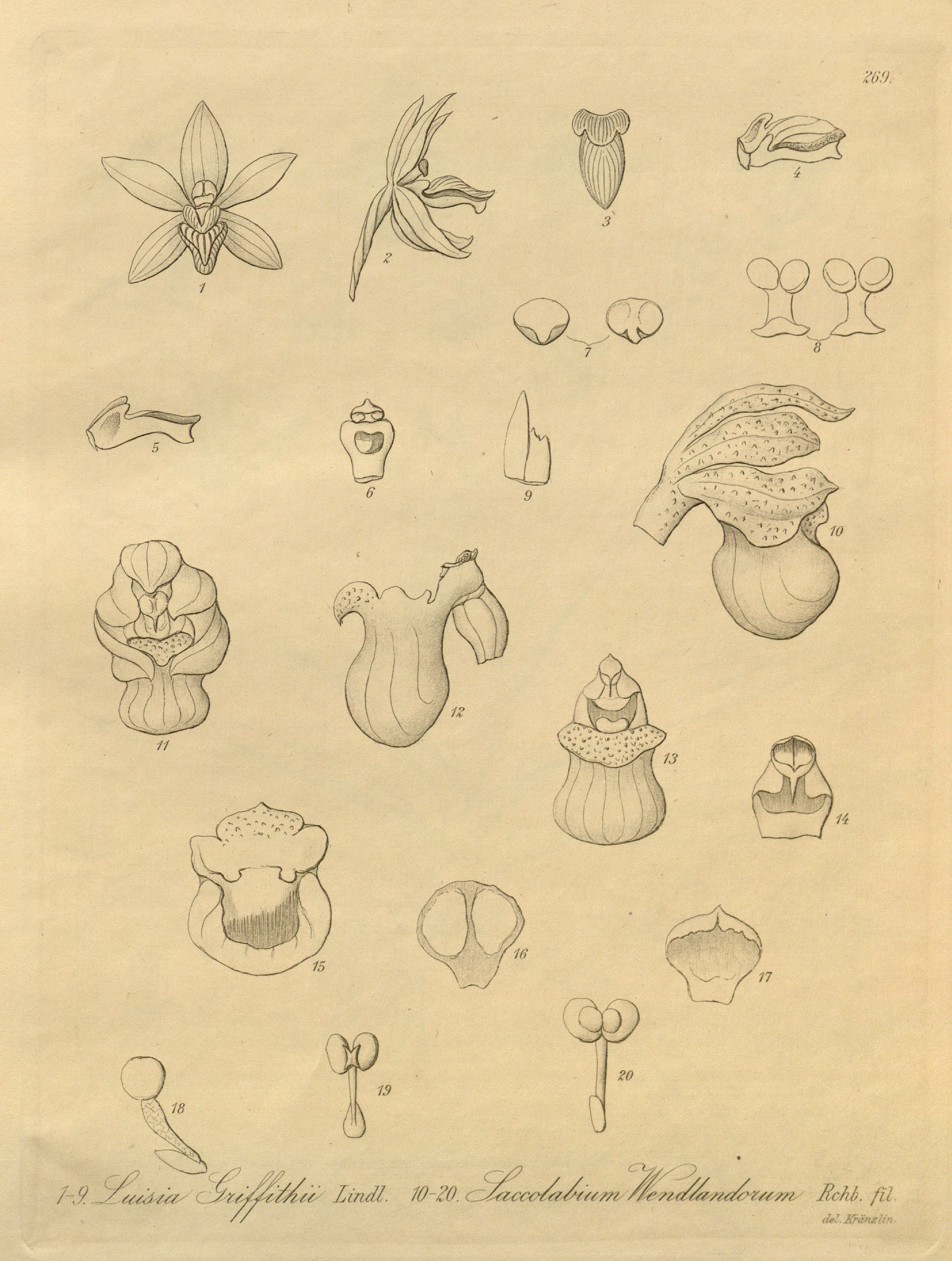